# Auguste von Müller
Auguste von Müller (Darmstadt, Alemania, 23 de febrero de 1848 - Darmstadt, 2 de abril de 1912) fue una actriz y mezzosoprano operística alemana del siglo XIX. Es recordada sobre todo por su interpretación, en 1877, de Dalila en el estreno mundial de la ópera Sansón y Dalila de Camille Saint-Saëns.

## Biografía
Auguste von Müller nació en Darmstadt, hija de la actriz alemana Maria von Müller-Stack, que trabajó durante muchos años en el Hoftheater de Darmstadt. Auguste comenzó su carrera apareciendo en obras teatrales en el Stadttheater de Szczecin, entre 1875 y 1876. Comenzó su carrera de ópera cantando en el teatro de la ópera de Riga la temporada 1876-1877. Se incorporó a la Staatskapelle Weimar en 1877 y cantó papeles hasta el 1881. Estando allí, interpetó el papel de Dalila en el estreno mundial de Sansón y Dalila de Camille Saint-Saëns el 2 de diciembre de 1877, bajo la dirección de Eduard Lassen. Otros papeles que ella interpretó en Weimar incluyeron el de Azucena de El trovador de Giuseppe Verdi, Fraude Reich de Las alegres comadres de Windsor de Carl Otto Nicolai, Fricka de El oro del Rin y La valquiria de Richard Wagner y Floßhilde de El ocaso de los dioses también de Wagner, entre otros.
Tras dejar Weimar en 1881, Müller se unió al Stadttheater de Bremen donde cantó sólo una temporada. Después cantó en el Stadttheater de Magdeburgo de 1882 a 1883, el Hoftheater de Altenburg de 1883 al 1884, en el Hoftheater de Sondershausen de 1884 a 1885 y en el Stadttheater de Lübeck de 1885 a 1886. Se retiró de la ópera después de la temporada de Lübeck y vivió varios años en Bremen. Más tarde, se trasladó de nuevo a su ciudad natal, Darmstadt, donde murió en 1912.